# Antocha platyphallus
Antocha platyphallus är en tvåvingeart som beskrevs av Alexander 1935. Antocha platyphallus ingår i släktet Antocha och familjen småharkrankar. Inga underarter finns listade i Catalogue of Life.